# The 39 Steps (1959)
The 39 Steps is een Britse thriller uit 1959 onder regie van Ralph Thomas, met in de hoofdrollen Kenneth More en Taina Elg. De film is een remake van de Hitchcock-film uit 1935, geïnspireerd  op de gelijknamige roman uit 1915 van John Buchan.

## Verhaal
Richard Hannay is een diplomaat die teruggekeerd is naar Londen. Daar is hij getuige van een aanrijding waarbij een vrouw met een kinderwagen betrokken is. De vrouw blijkt een Britse geheim agente te zijn die op "The Thirty-Nine Steps" jaagt, een groep spionnen die belangrijke militaire geheimen proberen te stelen. Wanneer de vrouw in het appartement van Hannay vermoord wordt, vlucht Hannay naar Schotland om aan de politie te ontkomen en probeert hij haar werk af te maken door de spionnen te dwarsbomen.

## Rolverdeling
| Acteur             | Personage       |
| ------------------ | --------------- |
| Kenneth More       | Richard Hannay  |
| Taina Elg          | Fisher          |
| Brenda de Banzie   | Nellie Lumsden  |
| Barry Jones        | Professor Logan |
| Reginald Beckwith  | Lumsden         |
| Faith Brook        | Nannie          |
| Michael Goodliffe  | Brown           |
| James Hayter       | Mr Memory       |
| Duncan Lamont      | Kennedy         |
| Jameson Clark      | McDougal        |
| Andrew Cruickshank | Sheriff         |
| Leslie Dwyer       | milkman         |
| Betty Henderson    | Mrs McDougal    |
| Joan Hickson       | Miss Dobson     |
| Sid James          | Percy           |
| Brian Oulton       | Mr Pringle      |
| Hal Osmond         | stage manager   |

## Productie
Het is de eerste kleurenversie van het Buchan-verhaal en bevat veel opnames op locatie, in tegenstelling tot de Hitchcock-versie die voornamelijk in de studio is opgenomen. Net als Hitchcock plaatst ook deze film het verhaal in een eigentijds kader in plaats van aan de vooravond van de Eerste Wereldoorlog zoals in de roman van Buchan.